# Моськівка
Мо́ськівка —  село в Україні, у складі Нововодолазької громади Харківського району Харківської області. Населення становить 146 осіб. Колишній (до 2017) орган місцевого самоврядування — Сосонівська сільська рада.

## Географія
Село Моськівка знаходиться на відстані 1 км від сіл Сосонівка, Головнівка і Стулепівка.

## Історія
12 червня 2020 року, розпорядженням Кабінету Міністрів України № 725-р «Про визначення адміністративних центрів та затвердження територій територіальних громад Харківської області», увійшло до складу Нововодолазької селищної громади.
19 липня 2020 року, в результаті адміністративно-територіальної реформи та ліквідації Нововодолазького району, село увійшло до складу новоутвореного Харківського району.